# مارسلو دلگادو
مارسلو دلگادو (اسپانیایی: Marcelo Delgado‎؛ زادهٔ ۲۴ مارس ۱۹۷۳) یک بازیکن فوتبال اهل آرژانتین است.

## باشگاهی
از باشگاه‌هایی که در آن بازی کرده‌است می‌توان به باشگاه فوتبال راسینگ کلاب، روساریو سنترال، باشگاه فوتبال کروز آزول و بوکا جونیورز اشاره کرد.
وی همچنین در تیم ملی فوتبال آرژانتین و تیم ملی فوتبال زیر ۲۳ سال آرژانتین بازی کرده است.